# あんこ (お笑い)
あんこ（1987年6月16日 - ）は、熊本県大津町出身の日本のピン芸人。浅井企画所属。本名：永田 越雅（ながた たけまさ）。九州ルーテル学院大学人文学部卒業。

## 略歴
2010年5月、中学からの同級生・潮崎大士とのコンビ「ビスケット」としてデビュー。当時の芸名は「永田たけまさ」。コント食堂に6期生として参加。
2011年にスクールJCAを19期生として卒業後、フリーでの活動を経て2016年より浅井企画へ所属。
2018年8月、ビスケットを解散。芸名を「あんこギャラクシー」に改名しピン芸人となる。
2019年、芸名を「あんこ」に改名。
2020年、「ぬえ」の溝部げんと「あんこげんこ」としてM-1グランプリ2020に出場。

## 人物
趣味：映画鑑賞、映画関連グッズ収集、映画レビュー。
好きな映画：『猿の惑星』、『生きる』、『ゼア・ウィル・ビー・ブラッド』。

## 出演作品

### WEB番組
- シネマンション

### ラジオ
- GERA放送局「GERANEXT」[8]
- 山口放送KRYラジオ「KRY Morning UP」[9]

## 賞レース戦績
- R-1ぐらんぷり2020 2回戦進出[10]
- R-1ぐらんぷり2021 1回戦敗退[11]
- M-1グランプリ2020 1回戦敗退[6]
- 第41回ABCお笑いグランプリ 最終予選進出[12]